# Maechidius rugosipes
Maechidius rugosipes är en skalbaggsart som beskrevs av Blackburn 1888. Maechidius rugosipes ingår i släktet Maechidius och familjen Melolonthidae. Inga underarter finns listade i Catalogue of Life.